# Insula Șerpilor
Insula Șerpilor (în ucraineană Острів Зміїний, în rusă Остров Змеиный, în gr. veche Λευκός [Leukos], în gr. Φίδονισι [Fidonisi], în turcă Yilan Adası) este o insulă din Marea Neagră, clasificată drept „stâncă” în sensul Convenției de la Montego Bay privind Dreptul Mării datorită lipsei de surse proprii de apă potabilă, situată la 45 de km de țărmurile României și Ucrainei, în dreptul golfului Musura.
Tratatul de Pace de la Paris dintre România și Puterile Aliate și Asociate din 1947 a lăsat României Insula Șerpilor, însă aceasta a fost transferată ilegal de URSS după sfârșitul celui de-Al Doilea Război Mondial și anexată în cursul anului 1948. În prezent este parte a raionului Ismail al regiunii Odesa din Ucraina. Cu o suprafață de doar 17 hectare, insula Șerpilor nu prezintă o mare importanță din punct de vedere teritorial, în schimb are importanță din punct de vedere strategico-militar și economic.
Curtea Internațională de Justiție de la Haga a hotărât în 2009 că României îi revine 9.700 km pătrați din platoul continental de lângă insulă, deși pretențiile teritoriale ale ambelor state aflate în dezacord (România și Ucraina) erau semnificativ mai mari. Se remarcă a fi prima și unica extindere de jurisdicție suverană și drepturi suverane ale României de după Marea Unire din 1918.

## Geografie

### Localizare
Insula Șerpilor este partea emersă a unei formațiuni de roci localizată la circa 45 km la est de Delta Dunării (44.814 m de orașul Sulina), pe coordonatele 45°15'15" latitudine nordică și 30°12'12" longitudine estică. Adâncimea mării în jurul insulei este redusă: în Nord este de 5–6 m, în Sud de 13–23 m, în Est de 9–19 m, iar în Vest de 10–16 m.
Geograful grec Ptolemeu (care a trăit în secolul I d. Hr.) menționează în opera sa „Îndreptar geografic” că „Insulele situate în vecinătatea Moesiei Inferioare, în acea parte a Pontului pe care am pomenit-o, sunt Boristena” (numele antic al Niprului și al golfului acestuia, între gurile Dunării și Crimeea) „și insula lui Achile sau Leuce” („albă”).

### Istorie naturală

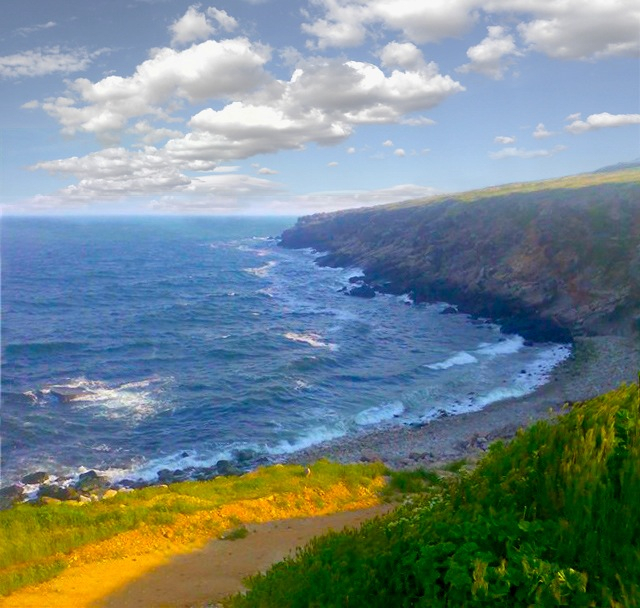
Coasta de nord a insulei Șerpilor.

Stâncoasă, insula Șerpilor este formată din gresii dure silicoase, din conglomerate și cuarțite. Pe insulă solul este sărac, crescând o vegetație de stepă și o floră xerofilă (suportând seceta) și halofilă (suportând sarea). Nu există izvoare de apă dulce, ceea ce face imposibilă locuirea ei fără apă adusă de pe continent. Șarpele de casă Natrix natrix, de la care insula își trage numele, prospera aici și atingea o lungime până la 2 metri, fiind complet inofensiv și util, împiedicând înmulțirea rozătoarelor. Fiind considerat neplăcut, a fost complet stârpit de pe insulă în a doua parte a secolului al XX-lea, cu ocazia amplelor lucrări militare desfășurate de sovietici.
Insula nu a avut în trecut importanță din punct de vedere economic, dar apele sale teritoriale au căpătat una deosebită după 1980, odată cu descoperirea sub sedimentele submerse dimprejur, a unor zăcăminte de petrol și gaz natural.

## Istorie

### Antichitate

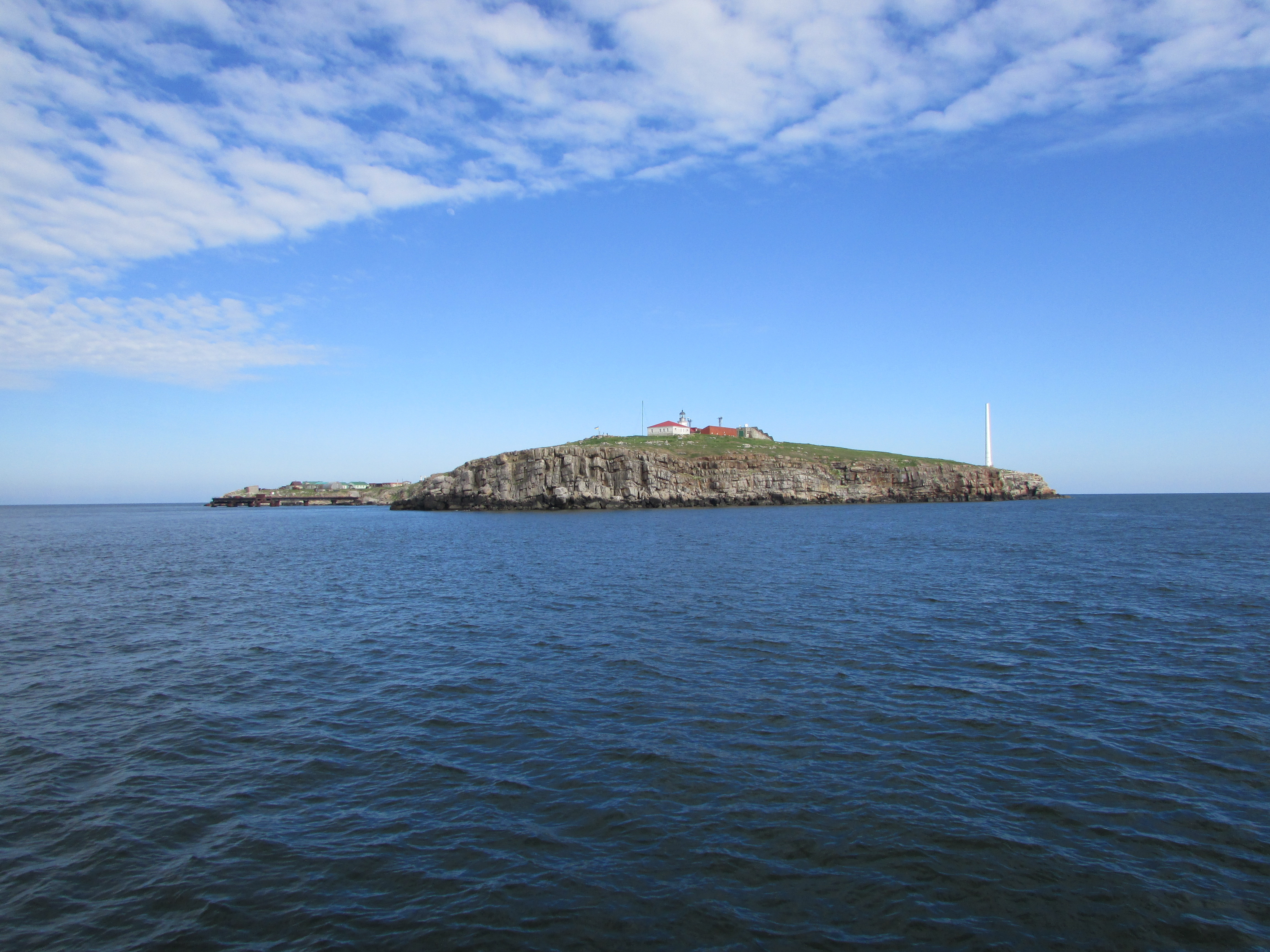
Insula Șerpilor văzută de pe mare, dinspre nord-vest.

În Antichitate, este menționată „la gurile Dunării” o insulă numită de către greci Λευκός (Leucos: „insula Albă”), denumire care apare pentru întâia oară în secolul VI înainte de Hristos. După mitologia greacă, zeița Thetis s-a rugat de Poseidon (zeul mărilor) să scoată din adâncul mării o insulă pentru fiul ei Ahile, erou al Iliadei. Potrivit versiunei lui Arctinos din Milet a Iliadei, rămășițele pământești ale lui Ahile și Patrocle au fost aduse în insula Leucos sau Leuke de către zeița Thetis, pentru a fi păstrate într-un mausoleu. Nu este absolut sigur că Leucos este chiar insula Șerpilor, dar există indicii concordante.
De exemplu, în anul 1823, căpitanul rus Krițki descoperă aici ruinele antice ale unui templu și alte vestigii, ruine ulterior descrise de către germanul Köhler. Câteva bazoreliefuri găsite pe insulă sunt expuse la Muzeul arheologic din Odesa. Toate sunt din Antichitatea clasică, și nu există nicio rămășiță „ciclopeană” mai veche, cum s-a scris uneori fără dovezi.
Printre inscripțiile antice de pe insulă, un decret olbiopolitan (din cetatea Olbia de la gurile Niprului) datând din secolul al IV-lea înainte de Hristos, le cere Olbienilor să-i alunge pe pirații care „se adăposteau pe insula sacră”. Poetul roman Ovidiu (exilat la Tomis), geograful grec Ptolomeu, istoricul grec Strabon și învățatul grec Megalos din Tir (care a trăit în secolul al II-lea după Hristos) menționează cu toții „templul sacru, închinat lui Ahile, din insula Leucos”.
Tot în Antichitate, apare în scrierile grecilor mențiunea unei insule sacre adăpostind un templu dedicat zeului Apollo. După ultimele cercetări este posibil să fie vorba de aceeași construcție cu mausoleul lui Ahile, care a putut fi transformat în templu. Mai târziu același templu elenic va apărea în folclorul românesc sub numele de „Biserica cu 9 altare”.

### Evul Mediu
După perioadele de stăpânire grecească și romană, insula Șerpilor ajunge în stăpânirea themei bizantine Paradunavon, mai apoi a genovezilor, iar ulterior a lui Dobrotici și a lui Mircea cel Bătrân. În Cronica de la Nürnberg se afirmă că „românii locuiau în insula Peuce vestită de cei vechi”. Prin termenul de Peuce se înțelegeau atunci și gurile Dunării.
În timpul domniei lui Mircea cel Bătrân (1386-1418), puterea domnitorului muntean s-a întins de-a lungul ambelor maluri ale Dunării, până la gurile de vărsare și coastele Mării Negre, inclusiv asupra insulei Șerpilor. Ulterior, insula ajunge, împreună cu gurile Dunării, în stăpânirea voievodatului Moldovei, fiind un adăpost pentru corăbiile lui Ștefan cel Mare în caz de furtuni, în drumul lor spre Constantinopol sau spre principatul de la Mangop. În anul 1484 insula Șerpilor intră sub stăpânirea otomană.

### Epoca modernă

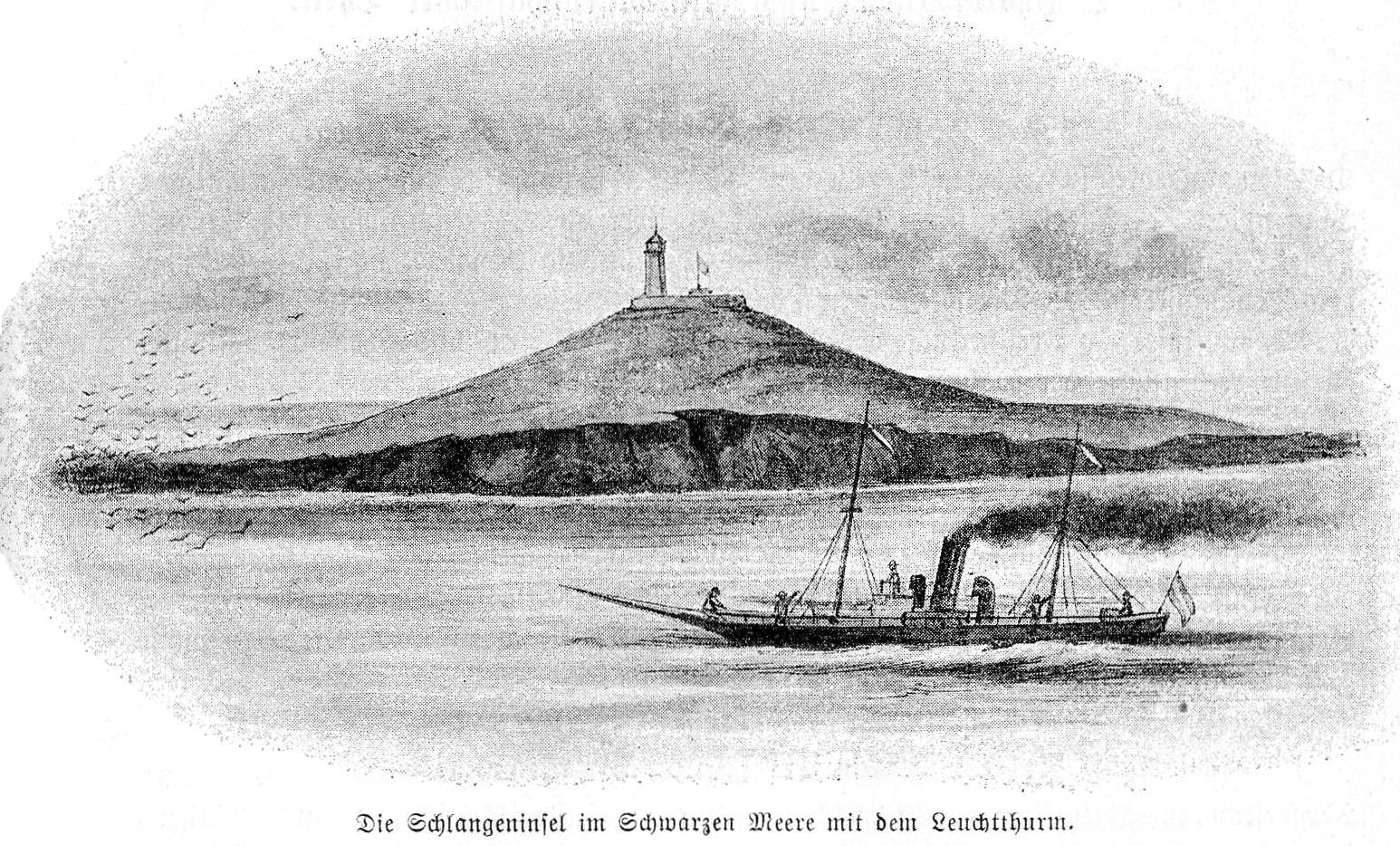
Insula văzută din larg în 1896, cu primul bric “Mircea“ în față.

În urma Războiului Crimeii, Rusia cedează către Principatul Moldovei, prin Tratatul de pace de la Paris din 26 decembrie 1856, delta Dunării, insula Șerpilor (anexate în 1829) și partea de sud a Bugeacului (anexat în 1812). Inițial, Sultanul Otoman, suzeran al Moldovei, revendicase și cedarea Cetății Albe (pe atunci „Ak-Kerman”) de Rusia către Moldova, pentru a relua el însuși direct în stăpânire Delta și insula Șerpilor. În final Turcia recuperează delta Dunării și insula Șerpilor, dar fără ca Moldova să recapete Cetatea Albă. Protocolul de la Paris semnat la 6 ianuarie 1857 stabilește că insula Șerpilor va aparține statului posesor al gurilor Dunării (în acel moment Imperiul Otoman) care se obliga să ridice pe insulă un far pentru navigația navelor care se îndreptau spre Dunăre sau spre Odesa (far care a fost ridicat în 1860 de către inginerul francez de origine armeană Artin Aslan). Tratatul adițional de la Paris din 19 iunie 1857 confirmă aceste hotătâri.
Tratatul de la Berlin din 13 iulie 1878 a confirmat retrocedarea de România către Rusia a sudului Basarabiei (cele trei județe moldovene din Bugeac), mărginit la vest de talvegul Prutului, la sud de talvegul brațului Chilia și de vărsarea brațului Stambul. Prin art. 45, sudul Dobrogei de la est de Silistra până la Ofidaki/Yilanlîk, la sud de Mangalia, era cedat României de Imperiul Otoman (frontiera actuală). Articolul 46 preciza că „Atât insulele formând delta Dunării, cât și insula Șerpilor și sangeacul Tulcei sunt alipite României”.
În Primul Război Mondial, în anul 1917, nava de război germană Breslau a bombardat insula Șerpilor, deteriorând farul (care a fost reconstruit de România în anul 1922).

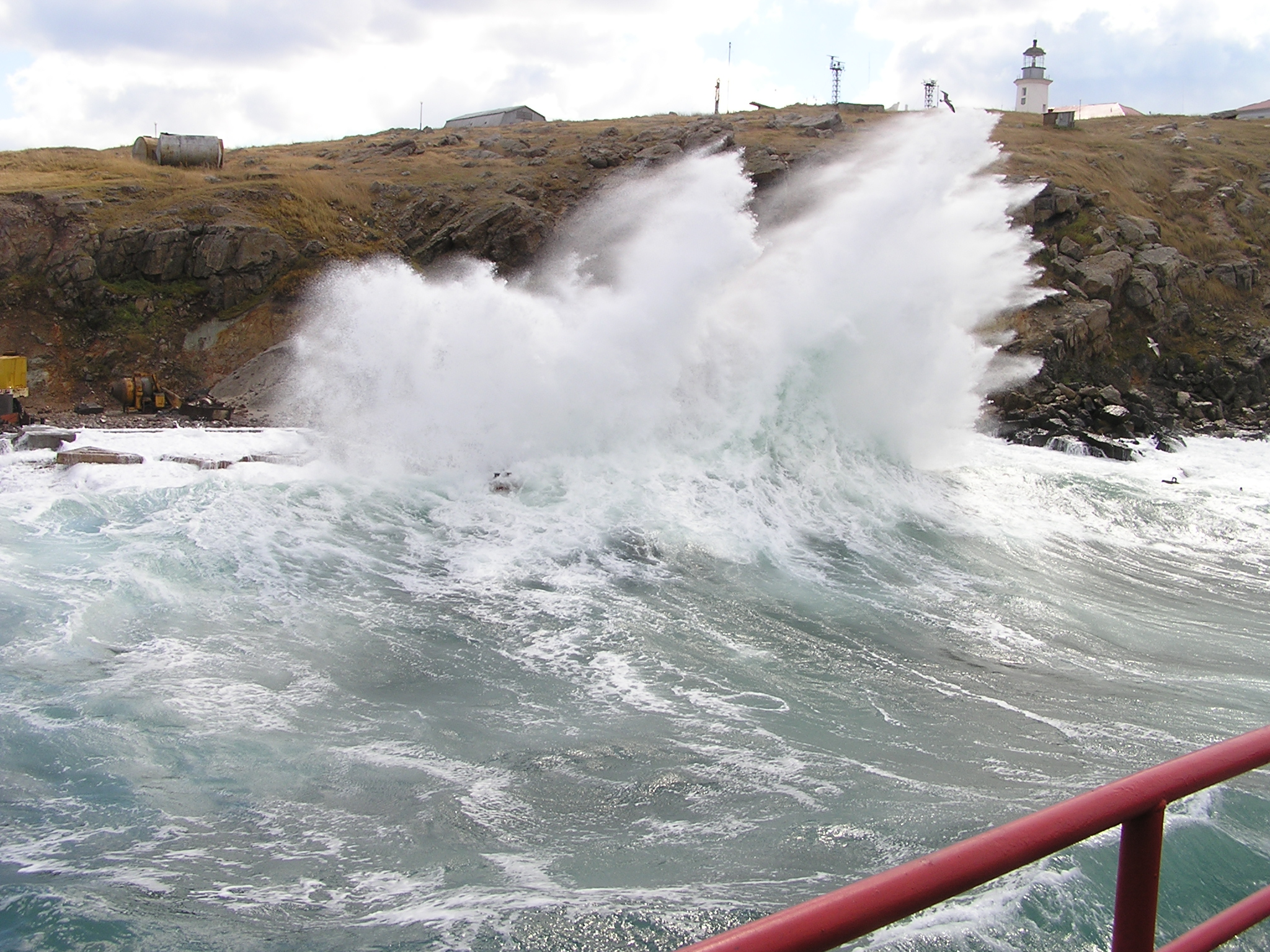
Faleza insulei, cu farul românesc din 1922 vizibil deasupra.

Tratatul de pace de la Versailles din 28 octombrie 1920 a confirmat stăpânirea românească asupra Insulei Șerpilor, administrată de Comisia Europeană a Dunării (mai anume sectorul Dunării maritime). Conferința din data de 18 august 1938 de la Sinaia a trecut sectorul Dunării maritime inclusiv insula Șerpilor în administrarea directă a statului Român, în cadrul căreia a rămas până după sfârșitul celui de-Al Doilea Război Mondial. Patrula de marinari sovietici care a debarcat pe insulă în vara anului 1944 în urmarea ofensivei sovietice din Moldova, a ocupat-o ca teritoriu român.
La data de 4 februarie 1948, la Moscova, prim-ministrul Republicii Populare Romîne, dr. Petru Groza și ministrul de afaceri externe al URSS, Viaceslav Molotov, semnează „Protocolul referitor la precizarea parcursului liniei frontierei de stat între România și URSS”, care, deși se referea la Tratatul de pace din 1947, stabilește, împotriva prevederilor acestui Tratat, că Insula Șerpilor, situată în Marea Neagră, la răsărit de gurile Dunării, intră în componența URSS”. Inițial, Petru Groza ceruse la schimb retrocedarea ținutului Herței și a unei părți din Bucovina de Nord, însă sovieticii au refuzat ideea, ambasadorul Serghei Kavtaradze spunând că granițele au fost deja stabilite la Paris.
În cursul delimitării pe teren a frontierei, comisia sovieto-română sub comandament sovietic, s-a abătut de la talvegul brațului Chilia în mai multe rânduri, fixând frontiera nu pe acesta, ci pe brațe laterale de pe partea dreaptă, românească, incluzând astfel în teritoriul sovietic nu numai ostroavele Coasta Dracului (Tătarul mic), Dalerul mare și Dalerul mic, ci și insula Maican și mai ales Ostrovul Limba de la gurile brațului Chilia, în timp ce linia frontierei în apele teritoriale pornind de la golful Musura era mutată de la nord, la sud de insula Șerpilor. În procesul-verbal de descriere a traseului s-a menționat trecerea acesteia la U.R.S.S. În schimb, ostroavele Tatomirului (Tatarskii, acum Tătarul mare sau Tatanir) și Cernofcăi (Cerniovskii), și ele ocupate în vara 1944, sunt oficial recunoscute ca aparținând României, grănicerii sovietici retrăgându-se din ele.

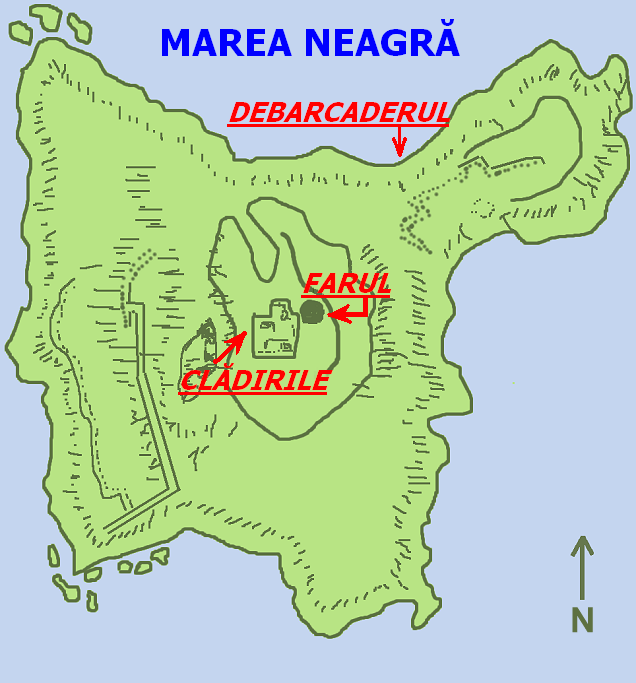
Planul insulei.

La data de 23 mai 1948, reprezentanții ministerelor de externe din cele două țări (Nikolai P. Șutov, prim-secretar al ambasadei sovietice din București și Eduard Mezincescu, ministru plenipotențiar) au semnat chiar pe insula Șerpilor un proces-verbal de predare a insulei. În acel document se afirmă, deși insula nu aparținuse niciodată Uniunii Sovietice, că „Insula Șerpilor a fost înapoiată U.R.S.S. de către R.P. România și încadrată în teritoriul U.R.S.S.”. Aceste documente au fost păstrate mult timp secrete astfel că în martie 1949, căpitanul Constantin Copaciu, membru al comisiei de delimitare a frontierelor, a fost arestat pentru că nu recunoștea URSS-lui Insula Șerpilor și nici celelalte 5 insule de pe brațul Chilia. În august 1949, nave militare sovietice au debarcat pe insulă, au arestat grănicerii și paznicii români, și i-au debarcat în orașul Sulina. Protocolul de predare a insulei către U.R.S.S. nu a fost niciodată ratificat, nici de Sovietul suprem al U.R.S.S., nici de MAN al RPR și RSR. Cu toate acestea, posesia sovietică asupra insulei Șerpilor a fost confirmată prin Tratatul încheiat între Guvernul Republicii Populare Române și Guvernul Uniunii Sovietice cu privire la regimul frontierei româno-sovietice, de colaborare și asistență mutuală, semnat la București la 27 februarie 1961.

Imediat după ocuparea insulei Șerpilor, sovieticii au început să construiască aici o bază militară de supraveghere maritimă și aeriană, prevăzută cu antene radar. În mai multe rânduri, pescarilor români care au fost surprinși de furtună pe mare nu li s-a permis să se adăpostească pe insulă, fiind respinși de către autoritățile militare sovietice, incidentele încheindu-se, de mai multe ori, cu victime.
După anul 1980, odată cu descoperirea de rezerve considerabile de țiței (10 milioane de tone) și de gaze naturale (1 miliard m³), interesul pentru împrejurimile insulei a crescut mult. Convenția O.N.U. asupra mării de la Montego Bay recunoaște dreptul statelor să-și extindă apele teritoriale la 12 mile, și în zona de exclusivitate economică, la 200 de mile marine.
După destrămarea Uniunii Sovietice în anul 1991, Insula Șerpilor împreună cu baza militară și cu apele sale teritoriale, a trecut „de facto” în componența Ucrainei. Un tratat frontalier Româno-Ucrainean semnat la Constanța la data de 2 iunie 1997, intrat în vigoare la 22 octombrie 1997, a confirmat dispozițiile tratatului Româno-Sovietic de la București din 27 februarie 1961, și a fost confirmat la rândul lui (pentru a treia oară în ceeace privește insula Șerpilor) de către Tratatul dintre România și Ucraina privind regimul frontierei de stat, colaborarea și asistența mutuală în problemele de frontieră, semnat la Cernăuți la data de 17 iunie 2003.

Delimitarea frontierei maritime în Marea Neagră între România și Ucraina conform deciziei CIJ din 2013.

Pe insulă, în jurul farului odinioară românesc, a fost stabilită o garnizoană militară care face parte din sistemul de pază și apărare a granițelor de stat ale Ucrainei, deservită printr-un helicodrom, un debarcader militar, depozite, instalații energetice (generator electric cu motor diesel) și un rezervor de apă. Stațiile de radiolocație aflate pe insulă execută o cercetare herțiană la mare distanță, într-un perimetru ce cuprinde Marea Neagră și Marea Mediterană.

### Perioada contemporană
Podișul continental din sudul Insulei Șerpilor, în dreptul Sulinei, a intrat în litigiul teritorial dintre România și Ucraina, care a fost judecat la Curtea Internațională de Justiție (CIJ) de la Haga. Zona litigioasă a fost artificial lărgită până la suprafața maritimă de 12.000 km² prin extinderea revendicărilor ucrainene mult la apus de linia echidistantă între coastele sale și cele ale României. Miza disputei era îndeosebi economică: posibilitatea explorării și, eventual, exploatării resurselor de hidrocarburi. Ambele părți au declarat de la început că vor respecta judecata Curții, indiferent care va fi.
CIJ, prin decizia nr. 2009/9 din 3 februarie 2009, a acordat 79,34% din zona în dispută României, anume 9.700 km² cu o adâncime medie de peste 50 m, iar Ucrainei 20,26% din zona în dispută anume 2.300 km² cu o adâncime medie sub 50 m, incluzând totalitatea apelor teritoriale ale insulei Șerpilor, inclusiv în dreptul Sulinei. Prin acceptarea acestei judecăți, litigiul teritorial major s-a stins, litigiul minor privind insula Maican de pe brațul Chilia și partea de sud a golfului Musura din nordul imediat al Sulinei, rămânând singura divergență teritorială între România (care le revendică) și Ucraina (care le stăpânește).
La data de 18 martie 2014, prin alipirea „de facto” a peninsulei Crimea la Federația Rusă, a apărut în Marea Neagră, la răsărit de insula Șerpilor și la echidistanță de aceasta și de capul Tarhankut din Crimeea, o nouă frontieră maritimă de fapt, între România și Rusia, de o lungime de 200 km cu un traseu nord-sud.

#### Invazia Rusiei în Ucraina din 2022
La 24 februarie 2022, în prima zi a invaziei rusești a Ucrainei din 2022, două nave de război rusești, Vasili Bîkov și Moskva, au atacat Insula Șerpilor. Mai târziu, în aceeași zi, în urma unui al doilea atac, insula a fost invadată și capturată de forțele ruse. Treisprezece polițiști de frontieră ucraineni, reprezentând întreaga prezență militară ucraineană pe insulă, au fost uciși în timpul bătăliei după ce au refuzat să se predea.  Unul dintre polițiștii de frontieră ucraineni i-a spus unui ofițer de la bordul unei nave de război al marinei ruse „Nava rusească să se ducă dracului” atunci când i-a fost cerut să se predea.
Potrivit informațiilor din presa rusă, un grup de 82 de militari ucraineni de pe Insula Șerpilor care s-au predat au fost duși la Sevastopol.
Pe 30 iunie 2022 Rusia a retras trupele din Insula Șerpilor.